# الأيام الماضية (رواية)
الأيام الماضية هي رواية أدبية صدرت في عام 1925 باللغة الأوزبكية بقلم «عبد الله قديري» وتعتبر أول رواية أوزبكية. ولقد نُشرت المقالة ضمن سلسلة في مجلة الانقلاب من 1922-1925. كما وصدر فيلم أوزبكي يحمل نفس الاسم في عام 1969. واستوحى الكاتب الرواية من كتابات الكاتب العربي جرجي زيدان.
غطت الرواية أحداث القرن التاسع عشر. وقُدمت الأحداث من خلال قصة حب شخصيات بارزة أوتابيك وكومش. حيث تجري أحداث الرواية في بيئة من الصراعات الدموية للحكام المحليين على السلطة. في "الأيام الماضية" كما هو الحال في الملاحم الكبرى الأخرى، حيث تواجه تعدد رواية القصص، ووجود مواضيع ثانوية، وسلسلة من الأحداث المتصاعدة والمأساوية.
إن صورة أوتابيك، الذي يروج للأفكار التقدمية، هي المركز الأيديولوجي والتركيبي للرواية. فلقد عارض على العلاقات الاقتصادية القديمة في التجارة واتبع نهجًا جديدًا لمشاكل الأسرة والزواج. حيث كان هناك صراع بين أوتابيك والقوى التي تتشبث بالأسلوب القديم المسبب لتأخر تطور البلاد. ولقد تحدث عبد الله قديري نيابة عن بطل الرواية. وفي الوقت نفسه، تابع الكاتب مصير امرأة أوزبكية.
وبسبب الحب والصدق غير العاديين ابتكر الكاتب صورة كوموش، الذي يتغلب على تجارب الحياة بحب نقي وشامل لأتابيك. ولكن المأساة حتمية، حيث سُمِّم من قبل محظية، ومات أوتابيك وهو يدافع عن وطنه.